# Kvissel Kirke
Kvissel Kirke, indviet 23. november 1919, beliggende i Kvissel, ca. 10 km vest for Frederikshavn.
Ved grundstenens nedlæggelse d. 30. august 1918 stod der i Vendsyssel Tidende:
Grundstenen til Kvissel Kirke nedlagdes i dag af biskoppen over Aalborg Stift, Chr. Ludwigs. Trods det ustadige bygevejr var der mødt 300 mennesker på kirkepladsen, hvor den ny kirke får en så smuk beliggenhed, som få kirker i Vendsyssel. Helt over den lille stationsby ligger kirke-bakken 35 meter over havet, hvis rand tydeligt øjnes fra Frederikshavn til Skagen.
Ud over den store flade mod nord ses den store mose-strækning, hvoraf kirkerne i Jerup, Aalbæk og Sørig dukker op. Solen skinner på de hvide Raabjerg miler, der også ses tydeligt, og helt ude på spidsen ses kirken i Skagen og fyrtårnet på Grenen.
Mod øst skinner solen på den gamle kirke i Elling, den af egnens kirker, som den nye kirke mest kommer til at ligne. Bag Elling kirke ser man Hirtsholmene, og mod syd og vest danner Flade og Tolne bakker grænsen for den storslåede udsigt.
I dag, 2005, kan man ikke se så langt, da bevoksningen i Kvissel og resten af Vendsyssel har ændret sig.

## Galleri
- Kvissel Kirke - oktober 2005
- Tårn
- Altar
- Døbefonten
- Hovedrummet
- Orgelet

## Eksterne kilder og henvisninger
- Wikimedia Commons har flere filer relateret til Kvissel Kirke
- Kvissel Kirke Arkiveret 2. april 2016 hos  Wayback Machine hos nordenskirker.dk
- Kvissel Kirke hos KortTilKirken.dk